# Quedius cruentus
Quedius cruentus är en skalbaggsart som först beskrevs av Olivier 1795.  Quedius cruentus ingår i släktet Quedius, och familjen kortvingar. Arten är reproducerande i Sverige.